# Aleksandr Komarov
Aleksandr Komarov (en ruso: Александр Комаров; San Petersburgo, 5 de mayo de 1999) es un deportista ruso que compite por Serbia en lucha grecorromana.
Ganó cuatro medallas en el Campeonato Europeo de Lucha entre los años 2019 y 2025. Participó en los Juegos Olímpicos de París 2024, ocupando el octavo lugar en la categoría de 87 kg.

## Palmarés internacional
| Representando a Rusia  |                         |                   |           |
| Campeonato Europeo     |                         |                   |           |
| Año                    | Lugar                   | Medalla           | Categoría |
| 2019                   | Bucarest (Rumania)      | Medalla de bronce | 82 kg     |
| 2020                   | Roma (Italia)           | Medalla de bronce | 87 kg     |
| Representando a Serbia |                         |                   |           |
| Campeonato Europeo     |                         |                   |           |
| Año                    | Lugar                   | Medalla           | Categoría |
| 2024                   | Bucarest (Rumania)      | Medalla de oro    | 87 kg     |
| 2025                   | Bratislava (Eslovaquia) | Medalla de bronce | 87 kg     |